# نویی لایفه
نویی لایفه (انگلیسی: Noui Laïfa؛ زادهٔ ۲۳ ژوئیهٔ ۱۹۸۶) بازیکن فوتبال اهل فرانسه است.
از باشگاه‌هایی که در آن بازی کرده‌است می‌توان به باشگاه فوتبال اتحاد الجزایر و باشگاه فوتبال پاریس اشاره کرد.